# Фелоус (Калифорнија)
Фелоус (енгл. Fellows) насељено је место без административног статуса у америчкој савезној држави Калифорнија.

## Демографија
По попису из 2010. године број становника је 106, што је 47 (-30,7%) становника мање него 2000. године.
| Група             | 2000.       | 2010.      |
| Белци             | 126 (82,4%) | 88 (83,0%) |
| Афроамериканци    | 0 (0,0%)    | 1 (0,9%)   |
| Азијати           | 2 (1,3%)    | 0 (0,0%)   |
| Хиспаноамериканци | 22 (14,4%)  | 11 (10,4%) |
| Укупно            | 153         | 106        |